# Dichantharellus brunnescens
Dichantharellus brunnescens är en svampart som beskrevs av Corner 1976. Dichantharellus brunnescens ingår i släktet Dichantharellus och familjen Lachnocladiaceae.   Inga underarter finns listade i Catalogue of Life.